# Noelia Vargas
Noelia Vargas Mena (Santiago, Puriscal, San José, 17 de abril de 2000) es una atleta costarricense especializada en marcha atlética. Forma parte de la delegación de Costa Rica en los Juegos Olímpicos de Tokio 2020, siendo la primera mujer de su país participante en una prueba de marcha olímpica.

## Trayectoria
Calificó para los JJ. OO: de Tokio 2020 en el XXXIV GP Marcha Cantones – Trofeo Sergio Vázquez, realizado en España, donde obtuvo un tiempo de 1:30.43. El 29 de noviembre de 2020 rompió el récord nacional en 10 000 metros, con un tiempo de 46:40.96.
Su hermana Andrea Vargas participó en Tokio 2020 en la prueba de 100 vallas. Ambas son entrenadas por su madre Dixiana Mena. En la prueba de marcha 20 kilómetros de Tokio 2020, celebrada en Sapporo el 6 de agosto de 2021, obtuvo el lugar 21 con un tiempo de 1:35:07.

## Mejores marcas personales
| Mejores marcas personales                                                                             | Mejores marcas personales | Mejores marcas personales      | Mejores marcas personales |
| Distancia                                                                                             | Tiempo                    | Lugar                          | Fecha                     |
| --- | ------------------------- | ------------------------------ | ------------------------- |
| 1500 metros                                                                                           | 4:51.09                   | San Salvador, El Salvador      | 2015                      |
| 3000 metros                                                                                           | 10:16.01                  | San Salvador, El Salvador      | 2018                      |
| 5000 metros                                                                                           | 17:59.58                  | San Salvador, El Salvador      | 2019                      |
| 5000 metros caminata                                                                                  | 25:27.15                  | Nairobi, Kenia                 | 2017                      |
| 10,000 metros marcha                                                                                  | 44:53.39                  | San José, Costa Rica           | 2018                      |
| 10 km marcha                                                                                          | 46:26                     | Ciudad de Guatemala, Guatemala | 2019                      |
| 20 km marcha                                                                                          | 1:30:44                   | La Coruña, España              | 2021                      |
| Las competiciones en pista vienen indicadas en metros y las que son en ruta se indican en kilómetros. |                           |                                |                           |